# Hekanefer
Hekanefer, o Heqanefer (fl. XIV secolo a.C.), è stato un funzionario e governatore egizio durante la XVIII dinastia.
In base alle testimonianze giunteci, egli fu attivo in un arco di tempo che va dal regno di Amenhotep III a quello di Tutankhamon.

## Biografia
Nubiano di nascita, Hekanefer divenne principe (governatore) della località nubiana di Aniba, l'egizia Miam.
Nel 5º anno di regno del faraone Amenhotep III, egli accompagnò il Sovrintendente delle terre dell'oro del Signore delle Due Terre nonché generale e viceré di Nubia, Merymose, alla conquista della regione di Ibhat, come riportato da un'iscrizione rupestre rinvenuta sulla parete di fondo in arenaria di una grotta nel Uadi Amid, lungo la via carovaniera del deserto di Wawat. Questa campagna è illustrata in una stele proveniente da Semna. Il deserto nel quale Hekanefer accompagnò Merymose – oggi chiamato Etbai – era un territorio con molte miniere d'oro e cave di bekhen, localizzato ad oriente del Nilo sotto il governatorato di Miam e quindi di Hekanefer.
In tempi successivi, Hekanefer dovette divenire un personaggio molto importante in quanto insignito del titolo di Sandalaio di Tutankhamon, e forse appartenne anche alla categoria dei Sementi grazie alla conoscenza approfondita del suo governatorato, ricco di quarzo aurifero.

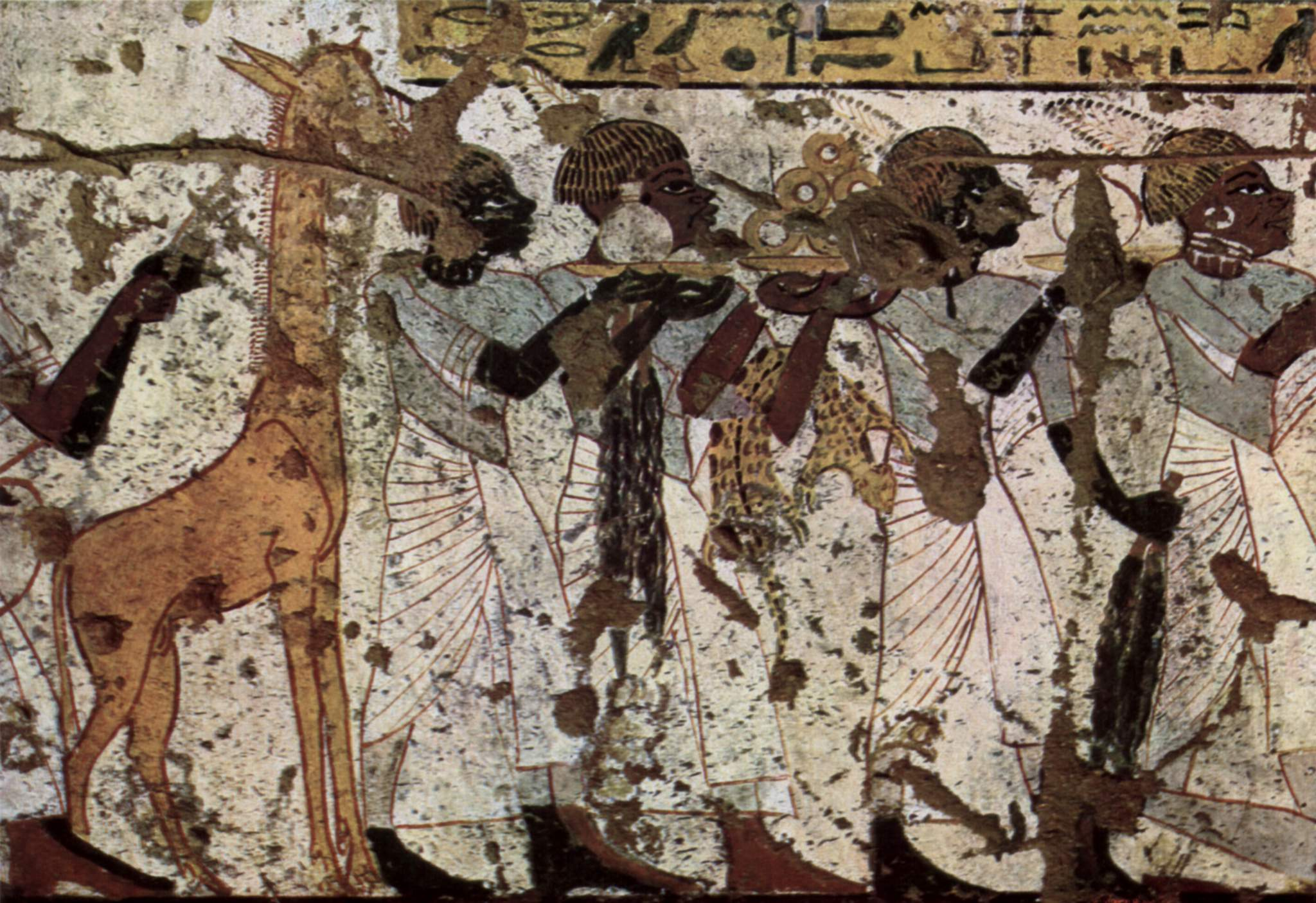
Parte del corteo di offerte rappresentato nella tomba di Huy.

Hekanefer appare anche nelle decorazioni della tomba tebana di Amenhotep detto Huy (TT40), viceré di Nubia, oltre che Capo del Harem di Amon e del Harem di Nebkheperura (Tutankhamon). In queste rappresentazioni, Huy presenta al faraone il principe Hekanefer, che è illustrato come mummiforme ed in vesti nubiane. Entrambi – insieme ad altri principi, familiari e séguito annesso – offrono a Tutankhamon ricchi doni provenienti dalle miniere di Berenice Pancrisia e dalla Nubia: oro, anelli ed altri oggetti preziosi, pelli di leopardo, animali rari ed incenso.
Il principe fu seppellito nella Bassa Nubia, a Toshka, in una tomba egizia molto simile a quella di Huy; come la maggior parte delle tombe egizie, anche quella di Hekanefer venne regolarmente violata e depredata.
Nel Museo nubiano di Assuan vi è un'area dedicata ad Hekanefer, con la sua storia e con l'unico ushabti, che lo rappresenta, ritrovato nella sua tomba.